# John Oldcastle

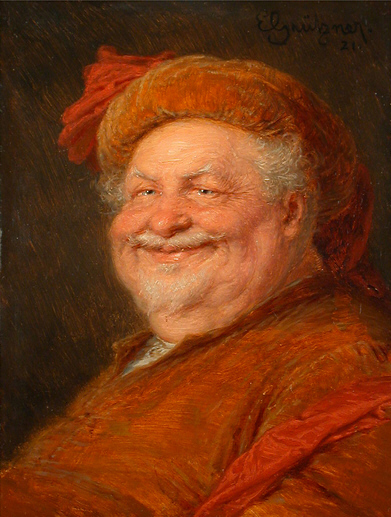
Falstaff

John Oldcastle (Herefordshire, 1360 circa – Londra, 14 dicembre 1417) è stato un nobile britannico.

## Biografia
Sceriffo dell'Herefordshire dal 1406 al 1407, entrò in parlamento come lord Cobham. Divenuto un leader dei lollardi, fu condannato al rogo nel 1413 ma riuscì a fuggire dalla Torre di Londra, dove era imprigionato, capeggiando una rivolta contro il re. Venne catturato e arso vivo nel 1417.
Probabilmente fu tra i personaggi a cui il drammaturgo William Shakespeare si ispirò per la creazione di Falstaff, personaggio teatrale che appare nelle due parti dell'Enrico IV e ne Le allegre comari di Windsor.